# Усть-Хопёрская
Усть-Хопёрская — станица в Серафимовичском районе Волгоградской области, административный центр Усть-Хопёрского сельского поселения.

## География
Станица расположена на северо-восточном склоне Восточно-Донской гряды в степной зоне. Находится в северо-западной части Серафимовичского района: в 32 км от районного центра — города Серафимовича, в 130 км от железнодорожной станции Себряково и в 230 км от областного центра — города Волгограда; на правом берегу Дона, ниже по течению от впадения в него реки Хопёр.

## История
Станица Усть-Хопёрская была расположена на правой стороне реки Дона, в 30 километрах от Окружной станицы (ст. Усть-Медведицкая, Области Войска Донского), в краю, издревле заселённом Донскими казаками. Изначально станица находилась на левой стороне реки Дона, в урочище «Зимовной луг», в устье реки Хопёр, почему и получило своё название Усть-Хопёрской. Однако от наводнения, год которого неизвестен, станицу перенесли ниже по течению на левую же сторону реки Дона, к озеру Никольскому, место это находится против верхнего конца нынешнего поселения станицы и называется «Старый город». Когда станицу перенесли на нынешнее место, тоже неизвестно. Но из журнала Петра I видно, что в 1696 году городок Хопёр стоял уже на правой стороне, то есть на настоящем месте. Сюда она перешла тоже вследствие наводнения. Время первого начального заселения станицы неизвестно, существовала она уже в XVII столетии и упоминается «в путевой записке боярина Шеина, плывшего мимо их в 1695 году с войсками своими к Азову».
В 1724 году в станице была построена и освящена во имя Николая Чудотворца деревянная церковь. Она просуществовала 70 лет. Вследствие её ветхости, 17 сентября 1784 года заложена была церковь каменная, с такой же колокольней, также во имя св. Николая Чудотворца. Старая деревянная Николаевская церковь продана в слободу Гуляеву. Утварью церковь была достаточна; в ней находились: сосуд серебряный 1782 года, евангелие 1615 года, евангелие 1735 года. Крест серебряный, пожертвованный полковником Астаховым в 1811 году. В станице была ещё одна церковь, на кладбище, во имя Воскресения Господня, построена в 1850 году на средства полковника Емельянова и жены его Софии, тоже каменная, с колокольней и оградой. В 1828 году в станице выгорело 80 дворов, а 12 мая 1885 года в ней выгорело 13 дворов. Холера была в 1830, 1848, 1849, 1885, и 1886 годах.

### Гражданская война
В этот период станица становится опорным пунктом восстания против большевиков в Хопёрском и Верхне-Донском округах, руководителем восстания был Александр Васильевич Голубинцев

### Советский период
В 1930-х годах были разрушены в станице церковь Николая Чудотворца и церковь Воскресения Господня. В 1950-х годах построен памятник, солдатам сражавшихся и погибших в годы Великой Отечественной войны, в 60-х годах построено здание сельского совета, школы, детского сада. В 1970-х годах положен асфальт от районного центра и до хуторов Бобровский-1, Крутовский и Рыбинский.
В годы советской власти практиковались насильственная коллективизация, политика расказачивания, не обошли они и станицу Усть-Хопёрскую. Не обошёл её и жуткий Голодомор начала тридцатых годов.
В советский период в станице Усть-Хопёрской было развито хлебопашество, животноводство, имелась своя скотобойня, коровники и свинарники, авто мастерская, автозаправочная станция, склады, две пекарни, речной порт для барж, колбасный цех, три магазина.

### Современность
В настоящее время входит в состав Серафимовичского района Волгоградской области. Находится в 5 км от устья Хопра вниз по течению реки Дон. В состав Усть-Хопёрского сельского поселения входят: станица Усть-Хопёрская, хутора Рыбный, Бобровский-1, Зимовной, Избушенский. Территория поселения занимает площадь 23589,06 га, в том числе населёнными пунктами занято 372,2 га. Сельское хозяйство специализируется на выращивании зерновых культур и подсолнечника.
На территории Усть-Хопёрского поселения находится две школы: Усть-Хопёрская СОШ, и Бобровская начальная школа, где обучаются 114 человек и работает 25 учителей; детский сад «Березка». В станице есть Дом культуры и библиотека. В поселении есть амбулатория, узел связи. В станице имеется церковный приход.
Жители станицы и хуторов в основном работают в ООО «Усть-Хопёрское», которое занимается растениеводством, а также в пяти фермерских хозяйствах. На территории поселения — 10 торговых точек, одна частная парикмахерская, ИП по ремонту холодильников и автосервис, также действующие туристические базы в хуторе Рыбном и в станице Усть-Хопёрской.

## Население
| 2010 |
| ---- |
| 960  |

### Известные уроженцы
- Каледин, Алексей Максимович
- Говорухин, Орест Макарович
- Голубинцев, Александр Васильевич
- Гордеев, Андрей Андреевич
- Крючков, Козьма Фирсович

## Фотографии
- Усть-Хопёрская церковь
- Администрация Усть-Хопёрской
- Памятник солдатам, сражавшимся и погибшим в годы Великой Отечественной войны
- станица Усть-Хопёрская ранней весной